# Beauze
Die Beauze ist ein kleiner Fluss im nordwestlichen Zentralmassiv von Frankreich, der im Département Creuse der Region Nouvelle-Aquitaine östlich der Stadt Limoges verläuft.

## Geografie

### Verlauf
Die Beauze entspringt im westlichen Gemeindegebiet von Saint-Quentin-la-Chabanne, entwässert mit einem Bogen über Nord generell Richtung Nordnordost durch den Regionalen Naturpark Millevaches en Limousin und mündet nach rund 17 Kilometern im Ortsgebiet von Aubusson als linker Nebenfluss in die Creuse.

### Orte am Fluss
(Reihenfolge in Fließrichtung)
- Les Bordes, Gemeinde Saint-Quentin-la-Chabanne
- Le Cluseau, Gemeinde La Nouaille
- Hussard, Gemeinde Vallière
- Congres, Gemeinde Saint-Marc-à-Frongier
- Aubusson